# 千葉県立富里高等学校
千葉県立富里高等学校（ちばけんりつ とみさとこうとうがっこう）は、千葉県富里市七栄にある市内唯一の県立高等学校。略称は「富高」（とみこう）。

## 概要
1986年（昭和61年）に開校し、2006年（平成18年）10月14日には創立20周年記念式典が行われ、それに伴い2006年度入学の第21期生から制服が変更されている。

## 校歌
- 山口洋子作詞，平尾昌晃作曲による校歌「青春の翼」

## 部活動

### 運動部
- 陸上競技
- 野球
- バレー
- バスケット
- ソフトテニス
- テニス（硬式）
- サッカー
- 山岳
- 剣道
- 柔道
- 空手道

### 文化部
- 囲碁将棋
- 華道
- 茶道
- 国際理解
- ジャズオーケストラ
- 吹奏楽
- 書道
- 美術
- 生物
- 漫画研究
- コンピュータ
- 演劇
- JRC
- 英語研究

## 著名な卒業生
- 高松新一（お笑いコンビ・オジンオズボーン）
- 菰岡真実（お笑いコンビ・めっちぇん）